# Lichmera indistincta
El mielero pardo (Lichmera indistincta)  es una especie de ave paseriforme de la familia Meliphagidae.

## Subespecies
Se reconocen las siguientes:
- L. indistincta nupta (Stresemann, 1912)
- L. indistincta melvillensis (Mathews, 1912)
- L. indistincta indistincta (Vigors & Horsfield, 1827)
- L. indistincta ocularis (Gould, 1838)

## Localización
Es una especie de ave que se localiza en Australia, sur de Nueva Guinea y las islas Aru.